# Barthélemy Parrocel

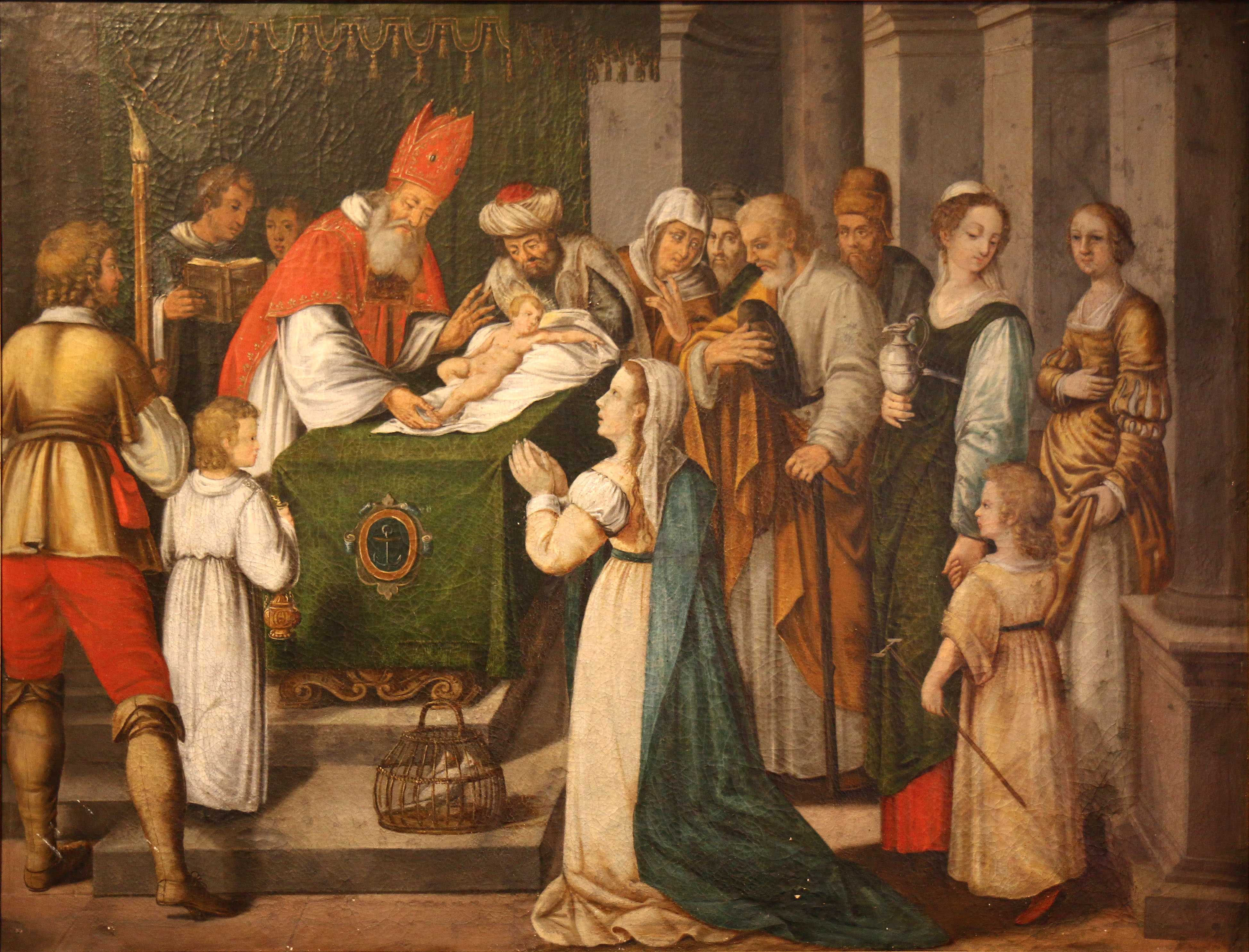
Barthélemy Parrocel – Darbringung Jesu im Tempel

Barthélemy Parrocel (* um 1595 in Montbrison; † um 1660 in Brignoles) war ein hauptsächlich in der Provence tätiger französischer Renaissance-Maler.

## Leben und Werk
Obwohl sein Vater Georges Maler war, hatten seine Eltern für Barthélemy eine Ausbildung zum Kleriker vorgesehen. Er verließ jedoch das Elternhaus und begann eine Ausbildung zum Maler, während der er auch einige Zeit in Spanien zubrachte. Während einer Überfahrt nach Italien wurde sein Schiff von algerischen Piraten gekapert. Der Kapitän des Schiffes kannte jedoch den französischen Konsul in Algier und so konnten Barthélemy und die meisten seiner Gefährten ihre Reise fortsetzen. Um das Jahr 1630 kehrte er nach Südfrankreich zurück, wo er im Jahr 1632 in Brignoles Catherine Simon, die Tochter seines ehemaligen Kapitäns, heiratete.
In der Folge erhielt er mehrere Aufträge für Kirchengemälde. Das einzige ihm eindeutig zuzurechnende Bild ist eine Kreuzabnahme in der Kirche Saint-Sauveur in Brignoles; andere Bilder, die sich heute zumeist im Musée du Pays Brignolais befinden, sind Zuschreibungen.

## Nachkommen
Das Ehepaar Parrocel hatte sieben Kinder, darunter vier Söhne, von denen drei ebenfalls Maler wurden: Jean-Barthélemy Parrocel, Louis Parrocel († 1694) und Joseph Parrocel († 1704).